# Tex (eenheid)
De tex is een eenheid voor lineaire massa, gebruikt voor het meten van de fijnheid van garen of vezels. Het eenheidssymbool is (eveneens) tex.
tex = massa in g van 1000 m garen
1 tex := 10−6 kg/m = 9 Td.
Tex is geen SI-eenheid. Niettemin staat de Nederlandse Metrologiewet het gebruik ervan toe: de tex is in het Meeteenhedenbesluit opgenomen als toegelaten niet-SI-eenheid voor de "lineïeke massa van textielvezels en garens".